# Вулиця Івана Білика (Київ)
Вулиця Івана Білика — вулиця у Солом'янському районі міста Києва, селище Жуляни. Пролягає від Садової вулиці до Скіфської вулиці.

## Історія
Виникла на початку 2010-х років під назвою Яблунева вулиця. Через це найменування в Києві з'явилися дві вулиці з однаковими назвами (ще одна Яблунева вулиця з 1944 року існує у місцевості Совки).
Сучасна назва на честь українського письменника й перекладача Івана Білика — з 2019 року.